# Басиев, Дзамболат Бечирович
Дзамболат Бечирович Басиев (1924, с. Алагир, Горская АССР, СССР — 1944) — советский осетинский поэт, младший брат Дзахота Басиева.

## Биография
Родился в 1924 года в селе Алагир (ныне в Северной Осетии, Россия). Окончив среднюю школу, устроился на работу литературным сотрудником в редакцию районной газеты «Раздэог». В 1942 году, по достижении 18-летнего возраста, добровольцем ушёл на фронт Великой Отечественной войны. Убит в бою в 1944 году (а старший брат пропал без вести, предположительно погиб в ноябре 1942 года).

## Творчество
Публиковал стихи в газете «Раздзог», сотрудником которой он был, а также в республиканской газете «Рæстдзинад» и журнале «Мах дуг».
Довоенные произведения посвящены описанию мирной жизни и труда советских людей («Косари» — «Хосгæрдджытæ», «Песня юноши» — «Лæппуйы зарæг» и др.).
Практически все стихотворения из написанного в годы Великой Отечественной войны сборника «Песня братьев» («æфсымæрты зарæг») посвящены борьбе за освобождение Родины («Фашистский солдат с чёрным сердцем» — «Уый фашистон саузæрдæ салдат…», «Заиграй громче, мой фандыр» — «Ныннæр, мæ хур, мæ фæндыр»), мести за понесённые народом страдания («Месть народа» — «Адæмы мæт»), вере в победу в войне («Вперед» — «Размæ», «К цветку» — «Дидинæгмæ», «Надежда» — «Ныфс», «Не отдадим нашу свободу» — «Нæ сæрибар нæ ратдзыстæм» и др.).

## Сочинения
- Æфсымæрты зарæг : æмдзæвгæтæ.- Орджоникидзе: Цæгат Ирыстоны чингуыты рауагъдад, 1959 (Песня братьев);
- Баситы Дзамболат // Хорзæй баззай, Ир… Фыдыбæстæйы Стыр хæсты чи фæмард, уыцы ирон фысджыты уацмыстæ.- Орджоникидзе, 1972.- Ф. 59-71;
- Æфсымæрты зарæг.- Орджоникидзе : Ир, 1985 ; Хæрзбон // Мах дуг.- 1987.- № 10-11.- Ф. 118. (Басиев Дз. Прощай: стихи);
- Æмдзæвгæтæ // Ирыстоны поэзи / чиныг сарæзта Хъодзаты Æ.- Владикавказ, 2012.- С. 286—288 (Поэзия Осетии / сост. А. Кодзати)[1].